# Olgierd Ostkiewicz-Rudnicki

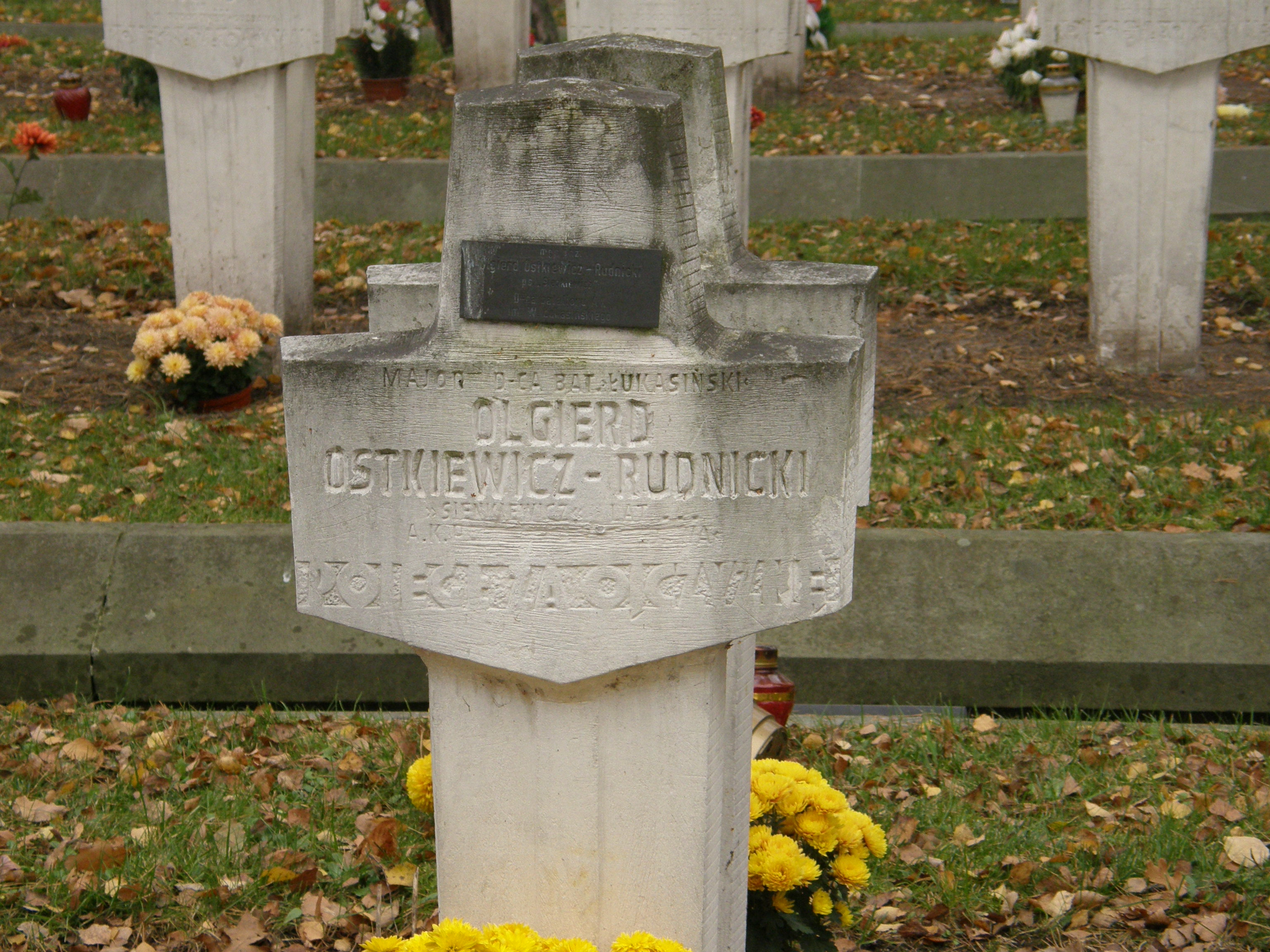
Grób Olgierda Ostkiewicza-Rudnickiego

Olgierd Ostkiewicz-Rudnicki ps. Sienkiewicz (ur. 1892, zm. 13 sierpnia 1944 w Warszawie) – major, powstaniec warszawski, kwatermistrz „Grupy Północ”.
Podczas okupacji działał w konspiracyjnej Armii Krajowej. 11 listopada 1941 roku został dowódcą batalionu „Łukasiński”. Dowodził nim podczas walk powstania warszawskiego (w dniach 1 – 6 sierpnia dowodził odcinkiem Stare Miasto – Zachód). Do 8 sierpnia był także dowódcą Zgrupowania „Kuba” – „Sosna” na Odcinku Południowo-Zachodnim. 
Zginął 13 sierpnia w czasie bombardowania Starego Miasta przez lotnictwo niemieckie przy ul. Miodowej 24.
Pochowany na Cmentarzu Wojskowym na Powązkach (kwatera B8-1-37).